# Демократична дія Квебеку
Демократична дія Квебеку (фр. Action démocratique du Québec читається як [Аксьо́н демократі́к дю Кебе́к]) - політична партія, що існувала у 1994-2012 у провінції Квебек (Канада) . 22 січня 2012 партія об'єдналася із Коаліцією за майбутнє Квебеку і, відповідно, перестала існувати.

## Історія
Партію було засновано Маріо Дюмоном у 1994 році. Вона стояла на правоцентристських засадах і виступала за широку автономію Квебеку. 
Партію часто звинувачували у популізмі, а її шефа - Маріо Дюмона - у демогогії. 
Пік її популярності прийшовся на 2007, під час так званої Кризи щодо розумних поступок (Controverse québécoise sur les accommodements raisonnables) - викликаної незадоволенням частини квебекців поступками релігійним меншинам (мусульманам, юдеям, сікхам тощо). Тоді Маріо Дюмон виступив на захист квебекської національної ідентичности. На виборах 26 березня 2007 року партія отримала 41 депутатських мандатів і вперше у своїй історії стала офіційною опозицією.
Опинившись у Парламенті Квебеку у статусі офіційної опозиції, партія багато критикувала уряд, але не запропонувала майже нічого конкретного. Тому вже за півтора року, після виборів 8 грудня 2008, в неї залишилося лише 7 депутатів. Внаслідок цієї поразки, 24 лютого 2009 шеф і засновник партії Маріо Дюмон пішов у відставку.
Після відставки Дюмона, партія продовжувала втрачати популярність. 22 січня 2012 вона об'єдналася із Коаліцією за майбутнє Квебеку і перестала існувати.